# 马克·阿里
马克·阿里（英語：Mark Arie，1882年3月27日—1958年11月19日），美国前男子射击运动员，主攻飞碟项目。他曾代表美国参加1920年夏季奥林匹克运动会射击比赛，获得二枚金牌。